# 朝来市立梁瀬中学校
朝来市立梁瀬中学校（あさごしりつ やなせ ちゅうがっこう）は、兵庫県朝来市にある公立中学校。

## 沿革
- 1947年（昭和22年）4月1日 梁瀬町他2か村組合立梁瀬中学校創立
- 1948年（昭和23年）3月31日 粟鹿村が組合から離脱、粟鹿村立粟鹿中学校として独立。それに伴い梁瀬町・与布土村組合立梁瀬中学校に改称
- 1954年（昭和29年）3月31日 梁瀬町と与布土村が合併により山東町となったことに伴い山東町立梁瀬中学校に改称
- 1958年（昭和33年）3月31日 粟鹿中学校を統合
- 2005年（平成17年）4月1日 朝来郡4町が合併により朝来市となったことに伴い朝来市立梁瀬中学校に改称

## 部活動
- 野球部
- バレーボール部
- バスケットボール部
- 女子ソフトテニス部
- 吹奏楽部

## 通学区域
朝来市の内、旧山東町地域。以下の小学校区に該当する。
- 朝来市立梁瀬小学校

## 通学区域が隣接している学校
- 朝来市立和田山中学校
- 朝来市立朝来中学校
- 朝来市立生野中学校
- 丹波市立青垣中学校
- 京都府福知山市立夜久野中学校